# Beriulou
Beriulou is een bestuurslaag in het regentschap Kepulauan Mentawai van de provincie West-Sumatra, Indonesië. Beriulou telt 846 inwoners (volkstelling 2010).